# 대한민국의 교육대학
교육대학(敎育大學)은 대한민국의 초등학교 교사를 양성하는 대학으로, 줄여서 교대(敎大)라 부른다. 독립된 대학교의 형태로 운영되는 것이 보통이나, 일부는 종합대학의 단과대학이나 학과의 형태로 운영되기도 한다. 중등교원을 양성하는 사범대학과는 달리 (이화여자대학교 초등교육과를 제외한) 대부분 교육대학은 국립으로 설치되어있다. 교육대학의 졸업생에게는 초등학교 2급 정교사 자격증을 수여하며 초등교원임용경쟁시험에 응시할 수 있는 자격이 주어진다.

## 초등교원 양성기관의 역사
한국 최초의 초등교원양성기관은 갑오개혁때 설립한 한성사범학교(1895)이다.

### 일제강점기의 사범학교
일제는 1943년 '사범학교 규정'으로  사범학교를 전문학교 정도로 승격하고 황국신민을 육성하는 교사를 양성하는 국가 부담의 학교를 운영할 것을 규정하였다. 이를 근거로 15개의 사범학교들은 경성사범학교 등으로 통합되었다.

### 대한민국 초기 사범학교
대한민국 초기의 초등교원 양성기관은 일제강점기나 미군정기에 설치한 고등학교 수준의 사범학교였다. 광복 이후 초등교원의 40%이상을 차지하던 일본인 교원들이 모두 물러갔을 뿐 아니라 취학생의 폭발적 증가에 따라 초등교원에 대한 수요가 급격히 증가했다. 이에 대응하기 위해 미군정청 학무국은 일제강점기에 설치된 38선 이남의 사범학교 10개 중 3개는 중등교원양성기관으로 승격·개편 나머지 7개의 사범학교는 신제의 사범학교로 개편하여 계속해서 초등교원 양성교육을 실시토록 하고 각종 단기양성기관, 과정을 운영하는 한편 1개도에 2개의 사범학교를 공립으로 설치하도록 했는데 1946년 경기·개성·부산·충주·강릉·목포·순천·군산사범학교가 1947년 안동사범학교가 각각 도립으로 신설되었다.

### 2년제 교육대학
1961년 초등교원을 초급대학 수준에서 양성하는 법안 이 제정돼 1962년 3월에 서울·인천·춘천·청주·공주·전주·광주·대구·부산에 2년제 국립 교육대학을 설치했고 (일부는 지역거점국립대 병설교육대학의 형태로 있다가 1963년에 독립), 제주도는 제주대학 병설 교육과를 신설해 초등교원을 양성했다. 1개도에 1개씩 교육대학을 설치함에 따라 대전사범학교를 포함한 몇몇의 사범학교(충주, 안동, 군산, 목포 등)는 1962년 폐교되었고, 진주사범학교는 1963년 교육대학으로 승격하는 등 기존의 사범학교는 1962년~1963년 순차적으로 교육대학으로 개편 되었다.
1960년대는 산업 발전으로 초등교원의 이직률이 높고, 취학 아동이 증가해 교원이 더욱 부족하게 되어 교대의 정원을 확대하는 한편 폐교한 사범학교 또는 신규 지역에 목포(1964), 안동, 군산(1965), 마산, 강릉(1968) 교육대학을 추가 설치하고, 제주대학 병설 교육과를 제주교육대학으로 개편했다.(1968) 1970년 이전은 만성적인 초등교원 부족을 해결하기 위해 임시로 초등교원양성소와 보수교육을 통해 국민학교 2급 정교사 자격을 발급 하기도 하였다. 교원수급이 안정화되며 사실상 사문화되었던 이 때의 관계법령이 2000년 전후의 중등 교사 자격증 소지자의 보수교육 후 초등학교 발령(중초임용)의 근거가 되었으며, 1999년은 4주, 2001년은 10주간 진행되었던 교대협이 이끈 교대생들의 동맹 휴업의 직접적인 원인이 되었다.
1970년대 이르러 오히려 교원의 과잉양성이 문제가 되었다. 1974년에는 교육대학 졸업생의 취업률이 10% 미만까지 떨어지기도 하였다. 이에 임시 초등교원양성소운영을 중단하고, 교대 정원을 감축했으며, 1979년에는 5개 교대(목포, 안동, 군산, 마산, 강릉)를 폐지하고 일반·초급대학으로 전환해 전국 교대를 11개 시도에 하나씩만 남기고 11개로 재정비 하였다.

### 4년제 교육대학(교)
1980년 7.30 교육개혁 조치를 통해 서울·부산·광주교대는 1981년, 대구·인천·공주교대는 1982년, 춘천·전주·진주교대는 1983년 청주·제주교대는 1984년 4년제 교육대학으로 승격·개편되었다.
1990년 책임발령제가 위헌으로 폐지되면서 입학금, 수업금 면제 및 학비 보조금 지급이 폐지되어 수업료 부담이 증가하게 되었다. 교대출신 예비역 하사관 병역특례(RNTC) 제도 또한 폐지되었다.
11개 교육대학은 1993년 국립대학교 설치령 개정에 따라 교명을 대학에서 대학교로 변경하고 학장도 총장으로 개칭했다.

### 국립교육대학교를 제외한 초등교원 양성기관

#### 한국교원대학교 초등교육과
종합교원양성대학의 필요가 제기되어 1984년 한국교원대학교가 설립되고 (1985년 개교) 이 대학교 내에 초등교육과가 설치되었다.

#### 제주대학교 교육대학
2008년부터 제주교육대학교가 제주대학교의 단과대학으로 통폐합되어 제주대학교 사라캠퍼스로 운영되고 있다.

#### 이화여자대학교 사범대학 초등교육과
유일한 사립 기관이다. 1958년 사범대학 교육학과 초등교육전공으로 신설되었다. 대학수준에서 초등교원의 양성을 시작한 최초의 학교이다. 1964년부터 국민학교 교사 자격증을 발급했다.1991년 교육학과 초등교육전공에서 초등교육과로 독립했다. 1996년부터 복수전공제를 통해 유아·중등교사 자격뿐 아니라 타 전공 학위를 취득할 수도 있다.

#### 기타
- 초등교원양성소 - 준교사, 초등학교 2급 정교사 자격발급. 교원이 부족할 경우 한시적으로 운영. 현재는 사문화된 상태.
- 보수교육 - 중등교원 자격 소지자에게 보수교육을 이수 후 초등학교 2급 정교사 자격을 발급. 교원이 부족할 경우 한시적으로 운영했으며 현재는 사문화된 상태.
- 준교사자격고시검정시험 - 기본 학력이 없는 자를 대상으로 검정시험을 통해 교원으로 임용. 교원이 부족할 경우 한시적으로 운영.
- 한국방송통신대학교 초등교육과 - 졸업 시 초등학교 준교사 자격증 수여, 현재는 폐지됨. 2020년 기준으로 유아교육과가 있다.

## 대한민국의 초등교원양성기관 목록
2013년 3월을 기준으로 초등교원 양성기관은 국립 12개, 사립 1개소가 설치 되어 있다.

### 국립 교육대학교 및 종합대의 교육대학
1979년 1도 1교육대 원칙에 따라 당시의 행정구역에 맞게 11개 시도에 11개 교육대로 정비한 것이 현재 권역별로 운영중인 교육대 배치의 원형이다. 1979년 이후에 추가로 광역자치단체가 승격되어도 교대를 더 설치하지 않았는데, 광역자치단체와 교대가 1:1로 대응되지 않는 것은 이 때문이다.
| 권역   | 광역자치단체        | 소재지                          | 대학교                                              | 비고                                                                                       |
| ------ | ------------------- | ------------------------------- | --------------------------------------------------- | ------------------------------------------------------------------------------------------ |
| 수도권 | 서울특별시          | 서울특별시 서초구               | 서울교육대학교                                      |                                                                                            |
| 수도권 | 인천광역시 경기도   | 인천광역시 계양구 경기도 안양시 | 경인교육대학교 인천캠퍼스 경인교육대학교 경기캠퍼스 | 두 캠퍼스 구분없이 '경인교육대' 출신자에게 두 시도교육청 모두 동일하게 지역가산점 부여     |
| 강원권 | 강원특별자치도      | 강원특별자치도 춘천시           | 춘천교육대학교                                      |                                                                                            |
| 충북권 | 충청북도            | 충청북도 청주시                 | 청주교육대학교                                      |                                                                                            |
| 충남권 | 대전광역시          |                                 |                                                     | 공주,청주교육대 졸업자 및 한국교원대 초등교육과 졸업자에게 지역가산점 부여                 |
| 충남권 | 세종특별자치시      |                                 |                                                     | 공주,청주교육대 졸업자 및 한국교원대 초등교육과 졸업자에게 지역가산점 부여                 |
| 충남권 | 충청남도            | 충청남도 공주시                 | 공주교육대학교                                      |                                                                                            |
| 전북권 | 전북특별자치도      | 전북특별자치도 전주시           | 전주교육대학교                                      |                                                                                            |
| 전남권 | 광주광역시 전라남도 | 광주광역시 북구                 | 광주교육대학교                                      |                                                                                            |
| 경북권 | 대구광역시 경상북도 | 대구광역시 남구                 | 대구교육대학교                                      |                                                                                            |
| 경남권 | 부산광역시          | 부산광역시 연제구               | 부산교육대학교                                      |                                                                                            |
| 경남권 | 울산광역시          |                                 |                                                     | 영남권(부산,진주,대구)교육대 졸업자에게 지역가산점 부여                                    |
| 경남권 | 경상남도            | 경상남도 진주시                 | 진주교육대학교                                      |                                                                                            |
| 제주권 | 제주특별자치도      | 제주특별자치도 제주시           | 제주대학교 교육대학                                 | 종합대의 단과대학으로 설치됨. 제주대학교와 통폐합 되기전 제주교대 출신자에 지역가산점 부여 |

책임발령제로 초등교원을 임용하던 시기에는 교육대학교 졸업생은 의무복무제도에 따라 해당 권역으로 임용되었으나 (의무복무기간을 지키지 않으면 교원자격증 박탈) 1990년 위헌으로 우선임용제도와 의무복무제도가 폐지되어, 현재는 원하는 교육청의 초등교원 임용고사에 자유롭게 응시할 수 있다. 다만, 해당 권역 교육대학교 출신자를 보호하기 위해 대부분의 교육청은 지역가산점 제도를 운영하고 있으며 이에 대해서도 위헌 소송이 진행되었으나 합헌으로 결정되 지역가산점제는 유지되고 있다.

### 종합교원양성대학의 초등교육과
- 한국교원대학교 초등교육과

 (특정 권역의 교원을 양성하기 위해 설립된 학교가 아니기에 대부분의 시도교육청에서는 한국교원대 초등교육과 졸업생 중 해당 시도 고등학교 졸업자로서 해당 시도교육감의 추천으로 한국교원대 초등교육과에 입학한자에게 지역가산점을 부여한다. 단 대전, 세종, 충북 교육청은 출신 고등학교와 상관없이 지역가산점 부여)

### 학과의 형태로 설치된 초등교원양성기관
- 이화여자대학교 사범대학 초등교육과  (서울특별시교육청에서 지역가산점 부여)

## 대한민국의 초등교원양성기관의 재적인원
2013년 8월을 기준으로 전국 초등교원 양성기관의 재적 인원은 18748명이다.
| 학교/학과             | 총원  | 남자 | 여자  | 성비  |
| --------------------- | ----- | ---- | ----- | ----- |
| 서울교육대학교        | 1726  | 416  | 1310  | 24.1% |
| 부산교육대학교        | 1772  | 623  | 1149  | 35.2% |
| 대구교육대학교        | 1887  | 618  | 1269  | 32.8% |
| 경인교육대학교        | 2861  | 804  | 2057  | 28.1% |
| 광주교육대학교        | 1597  | 631  | 966   | 39.5% |
| 춘천교육대학교        | 1580  | 542  | 1038  | 34.3% |
| 청주교육대학교        | 1417  | 449  | 968   | 31.7% |
| 공주교육대학교        | 1739  | 601  | 1138  | 34.6% |
| 전주교육대학교        | 1377  | 486  | 891   | 35.3% |
| 진주교육대학교        | 1544  | 502  | 1042  | 32.5% |
| 제주대학교 교육대학   | 522   | 198  | 324   | 37.9% |
| 한국교원대 초등교육과 | 538   | 127  | 411   | 23.6% |
| 이화여대 초등교육과   | 188   | 0    | 188   | 0%    |
| 합계                  | 18748 | 5997 | 12751 | 32.0% |

## 같이 보기
- 대한민국의 사범대학
- 교직과정
- 대한민국의 교원양성제도